# NGC 7693
NGC 7693 (другие обозначения — PGC 71720, MCG 0-60-3, ZWG 381.6, NPM1G -01.0596) — линзообразная галактика в созвездии Рыб.
Этот объект входит в число перечисленных в оригинальной редакции «Нового общего каталога».
Галактика не проявляет признаков текущего звездообразования, хотя возраст звёзд и балджа, и диска мал (1...3 млрд лет). Отношение [Mg/Fe] по всей галактике близко к солнечному. Поэтому считается, что постоянное звездообразование прекратилось достаточно недавно, вероятно благодаря слиянию с меньшей галактикой, пришедшей с орбиты с большим наклонением. Наблюдаемое вращение звёздного населения происходит с небольшой скоростью, его кинематика рассогласована со скоростями ионизированного газа, в частности с филаментом ионизованного
газа к северу-востоку от центра галактики.